# The Listening Sessions
The Listening Sessions – pierwsza trasa koncertowa Ariany Grande trwająca od 13 sierpnia 2013 roku do 22 września 2013. Trasa odbyła się w Ameryce Północnej, obejmując 9 koncertów w Stanach Zjednoczonych i 1 w Kanadzie.

## Sprzedaż biletów
Oficjalna przedsprzedaż została udostępniona w czwartek 18 lipca 2013 roku, a regularna sprzedaż dzień później, 19 lipca 2013 roku.Przedsprzedaż została wycofana kilka godzin po rozpoczęciu, ponieważ bilety sprzedawały się z taką szybkością, że pula wyprzedałaby się już na przedsprzedaży, co skutkowałoby brakiem biletów na sprzedaży regularnej.Ariana Grande poinformowała fanów na Twitterze o swojej trasie dnia 15 lipca 2013 roku.

## Lista utworów
Lista utworów na The Listening Sessions śpiewanych przez Arianę Grande.
Selista
1. Baby I
2. Lovin’ It
3. You’ll Never Know
4. Honeymoon Avenue
5. Tattoed Heart
6. Better Left Unsaid
7. Daydreamin’
8. Almost Is Never Enought
9. Piano
10. Right There
11. The Way

Notatki
· Wśród prezentowanych na trasie utworów nie znajduje się tylko „Popular Song”, która oficjalnie jest w albumie Yours Truly, lecz jest ona własnością piosenkarza Mika.

## Koncerty
| Data             | Miasto           | Kraj              | Miejsce                    | Frekwencja             | Dochód           |
| Ameryka Północna | Ameryka Północna | Ameryka Północna  | Ameryka Północna           | Ameryka Północna       | Ameryka Północna |
| ---------------- | ---------------- | ----------------- | -------------------------- | ---------------------- | ---------------- |
| 13 sierpnia 2013 | Silver Spring    | Stany Zjednoczone | The Fillmore Silver Spring | 2,000 / 2,000 (100%)   | $12,456,899      |
| 14 sierpnia 2013 | New York City    | Stany Zjednoczone | Best Buy Theater           | 2,027 / 2,027 (100%)   | $71,041          |
| 16 sierpnia 2013 | Filadelfia       | Stany Zjednoczone | Electric Factory           | 2,341 / 2,341 (100%)   | $69,195          |
| 17 sierpnia 2013 | Red Bank         | Stany Zjednoczone | Count Basie Theatre        | 1,474 / 1,474 (100%)   | $51,590          |
| 18 sierpnia 2013 | Lowell           | Stany Zjednoczone | Lowell Memorial Auditorium | 2,692 / 2,692 (100%)   | $79,414          |
| 27 sierpnia 2013 | Toronto          | Kanada            | Sound Academy              | 2,586 / 2,586 (100%)   | $79,960          |
| 28 sierpnia 2013 | Royal Oak        | Stany Zjednoczone | Royal Oak Music Theatre    | 1,694 / 1,694 (100%)   | $50,106          |
| 29 sierpnia 2013 | Rosemont         | Stany Zjednoczone | Rosemont Theatre           | 2,291 / 2,291 (100%)   | $80,185          |
| 31 sierpnia 2013 | Kansas City      | Stany Zjednoczone | Midland Theatre            | 1,545 / 1,545 (100%)   | $50,700          |
| 9 września 2013  | Los Angeles      | Stany Zjednoczone | Club Nokia                 | 2,351 / 2,351 (100%)   | $88,736          |
| 22 września 2013 | New Albany       | Stany Zjednoczone | New Albany Classic         | 4,260 / 4,260 (100%)   | $120,033         |
| suma             | suma             | suma              | suma                       | 25,261 / 25,261 (100%) | $800,000         |